# Walking in Memphis
Singles de Marc Cohn
Silver Thunderbird
(1991)
Walking in Memphis est une chanson phare du compositeur-interprète américain Marc Cohn, issue de son album homonyme sorti en 1991. La chanson deviendra son plus gros succès, atteignant la 13e place du Billboard Hot 100. La popularité de cette chanson permis à Cohn d'être nommé pour le Grammy Award de la chanson de l'année en 1992.

## Pistes
7" single
1. "Walking in Memphis" — 4:18
2. "Dig Down Deep" — 5:08

7" single
1. "Walking in Memphis" — 4:18
2. "Sliver Thunderbird" (live) — 5:26

CD maxi
1. "Walking in Memphis" — 4:18
2. "Dig Down Deep" — 5:08
3. "Saving the Best for Last" — 5:31

## Reprises
La chanson a été reprise par Cher dans son album It's a Man's World, en 1995. Elle se classa à la 11e place des charts britanniques.
Une autre reprise célèbre de la chanson a été faite en 2003 sur l'album From There to Here: Greatest Hits par le groupe de musique country Lonestar. Avec ce titre, ils se classèrent à la 8e place du Hot Country Songs et à la 61e du Billboard Hot 100.
Le groupe Scooter s'inspire de cette chanson pour son titre "I'm raving" sorti sur leur troisième album Wicked! en 1996.
Le chanteur franco-gallois Michael Jones réalise également une fidèle adaptation en Français de la chanson, traduisant même son titre, dans son album Prises et Reprises sorti en 2004.

## Franz Goovaerts
Franz Goovaerts est également connu sous le nom d'Elvis Junior, en 2006, à Memphis Tennessee il remporte le championnat du monde des sosies d'Elvis.
Franz Goovaerts reprend cette chanson pour la première fois à Memphis Tennessee lors de la "Elvis Week" 2007. Franz s'y rend chaque année à Memphis (Tennessee) et depuis 2007, elle devient sa "Signature" dans le Monde des Fans d'Elvis Presley.[pertinence contestée]